# Labeo pellegrini
Labeo pellegrini är en fiskart som beskrevs av Zolezzi, 1939. Labeo pellegrini ingår i släktet Labeo och familjen karpfiskar. Inga underarter finns listade i Catalogue of Life.